# Rosemary Brown (natation)
Pour les articles homonymes, voir Rosemary Brown et Brown.
Rosemary Brown, née le 11 avril 1961, est une nageuse australienne, spécialiste des courses de nage libre.

## Carrière
Aux Jeux du Commonwealth de 1978, elle obtient deux médailles d'argent, sur 100 mètres nage libre et 4×100 mètres 4 nages, ainsi qu'une médaille de bronze sur 4×100 mètres nage libre.
Elle participe à six évènements lors des Jeux olympiques d'été de 1980 de Moscou,, sans obtenir de médaille.